# The Fan (film 1982)
The Fan è un film del 1982, scritto e diretto da Eckhart Schmidt.
È considerata una pellicola di culto per il cinema tedesco, per via soprattutto dell'inaspettata piega che il film prende nel finale, dopo l'incontro tra i due protagonisti Simone e R.
Il Fantafestival ha presentato il film per la prima volta in Italia.

## Trama
La sedicenne Simone è innamorata del suo idolo R., un famoso cantante pop. Gli scrive lettere d’amore e malgrado non abbia ricevuto da lui nessuna riposta crede, ossessionata dal suo amore, che anche R. sia innamorato di lei. Non va più a scuola e trascorre le sue giornate solo sognando ad occhi aperti di avere una relazione con R. Dopo un litigio con i suoi genitori, Simone fugge di casa e si reca con l'autostop a Monaco di Baviera dove R. apparirà in uno show televisivo.
Davanti allo studio televisivo Simone lo incontra per la prima volta e dall’emozione dopo poco sviene, ottenendo così l’attenzione di R., il quale si preoccupa per lei e l’invita ad assistere allo show in cui è ospite. Dopo lo show R. va con Simone nell’appartamento di alcuni suoi amici che sono lontani per un viaggio e qui fa l’amore con lei.
Subito dopo aver fatto l’amore R. dice a Simone che lei può restare nell’appartamento quanto vuole e le consegna le chiavi, dicendo che lui se ne va in vacanza per un po’, ma senza di lei. A questo punto Simone è disperata, fuori di se stessa, comincia a gridare e nella furia della sua disperazione afferra una statuetta della dea Diana accanto a lei e da dietro lo colpisce alla testa, proprio nel momento in cui lui sta per uscire dall’appartamento. R. muore all’istante. Subito dopo, piangendo, Simone taglia a pezzi il suo corpo con un coltello elettrico da cucina, lecca il sangue dal coltello e mette i pezzi nel congelatore. Man mano li cucina e li mangia - tutto come in un rito d’amore. Alla fine si rade a zero, poi macina le ossa di R. in macinino da caffè per polverizzarle e poi esce dall’appartamento portando la polvere con sé e la disperde sul posto dove si sono incontrati per la prima volta.
Poi ritorna a casa dai suoi senza dire dove è stata. Una sera, a cena con i suoi, alla televisione danno la notizia della improvvisa scomparsa di R. Alla fine scopriamo che Simone è incinta e il bambino che sta per nascere è, secondo lei, la reincarnazione di R. Nel suo diario Simone scrive: “Ti porterò al mondo. Saremo felici. Io so che tu mi ami, ed anch’io. Io ti amo!” A questo punto il campanello della porta di casa suona… ma noi non sapremo mai se la polizia abbia scoperto che è stata Simone ad uccidere R.

## Curiosità
- La protagonista, allora diciassettenne, accettò di girare le scene di nudo previste dal copione, ma si infuriò una volta scoperto che servivano anche per promuovere il film su vasta scala. Fece causa al regista per tentare di fermare la pubblicità ma la perse. Nel frattempo aveva tagliato i rapporti con il regista e così è rimasto per molto tempo finché si sono incontrati dopo molti anni e hanno sanato i contrasti.[4]